# Think About You
Think About You er det ottende nummer på det amerikanske Hard Rock band Guns N' Roses' debutalbum Appetite for Destruction.
Sangen svarer lyrisk til "Sweet Child o' Mine". Dog var Think About You skrevet af Izzy Stradlin (teksten til Sweet Child o' Mine var skrevet af Axl Rose). Dette er en af de eneste Guns N' Roses sange, hvor Stradlin spiller guitar solo.
Sangen begynder i et meget højt tempo og holder dette tempo indtil 29 sekunder før slutningen. Slutningen bygger på et riff, som er meget anderledes fra resten af sangen, og som bremser tempoet drastisk.